# Modon
Der Modon ist ein Fluss in Frankreich, der in der Region Centre-Val de Loire verläuft. Er entspringt beim Weiler Bretagne, im östlichen Gemeindegebiet von Écueillé, entwässert generell in nördlicher Richtung und mündet nach rund 26 Kilometern im Gemeindegebiet von Couffy als linker Nebenfluss in die Cher. Auf seinem Weg durchquert der Modon die Départements Indre und Loir-et-Cher.

## Orte am Fluss
- Luçay-le-Mâle
- Villentrois
- Lye